# Hihifo ('Uvea)
Hihifo (v uvejštině to znamená západ) je jeden z pěti distriktů francouzského zámořského území Wallis a Futuna. Nachází se na ostrově Wallis v Tichém oceánu.

## Umístění
Nachází se na severu ostrova a sousedí s distriktem Hahake. Hlavní město je Vaitupu. V distriktu je 5 obcí.
| Obec    | Počet obyvatel |
| ------- | -------------- |
| Alele   | 839            |
| Vaitupu | 607            |
| Mala'e  | 498            |
| Vailala | 446            |
| Tufuone | 237            |